# Cacostola apyraiuba
Cacostola apyraiuba är en skalbaggsart som beskrevs av Martins och Maria Helena M. Galileo 2008. Cacostola apyraiuba ingår i släktet Cacostola och familjen långhorningar. Inga underarter finns listade.